# Cop d'efecte
Cop d'efecte (títol original en anglès: Trouble with the Curve) és una pel·lícula dramàtica d'esports estatunidenca del 2012 dirigida per Robert Lorenz i protagonitzada per Clint Eastwood, Amy Adams, Justin Timberlake, Matthew Lillard, i John Goodman. La pel·lícula gira al voltant d'un vell caçatalents de beisbol i la seva filla amb qui fa un viatge d'exploració. La filmació va començar el març del 2012 i la pel·lícula va ser estrenada el 21 de setembre de 2012. Ha estat doblada al català.
Aquest va ser la primera interpretació de Clint Eastwood des de Gran Torino (2008) i el seu primer paper en una pel·lícula que no dirigia des de la seva aparició a Casper de 1995. Un any després del seu llançament la pel·lícula es va convertir en l'objecte d'una demanda de plagi per un productor al·legant que la seva exparella havia pres un guió sense acabar després d'una disputa i va conspirar amb el seu agent i la Warner Brothers per presentar-lo com l'obra d'un desconegut.

## Argument
En Gus Lobel ha estat un dels millors caçatalents del beisbol professional, però li comença a fallar la vista. El director esportiu de l'Atlanta Braves planteja jubilar-lo, però l'equip vol fitxar el gran fenomen de les lligues inferiors i en Gus és el caçatalents encarregat de comprovar si és tan bo com diuen. L'única persona que el pot ajudar és l'última a qui demanaria ajuda: la seva filla Mickey, una advocada que està a punt d'esdevenir sòcia del bufet on treballa. Tot i les seves reticències, la Mickey es reuneix amb en Gus a Carolina del Nord i arrisca la seva carrera per salvar la del pare.

## Repartiment
- Clint Eastwood com a Gus Lobel.
- Amy Adams com a Mickey Lobel.
- Justin Timberlake com a Johnny «Flames» Flanagan.
- Matthew Lillard com a Phillip Sanderson.
- John Goodman com a Pete Klein.
- Robert Patrick com a Vince.
- Scott Eastwood com a Billy Clark.
- Ed Lauter com a Max.
- Chelcie Ross com a Smitty.
- Raymond Anthony Thomas com a Lucious.
- George Wyner com a Rosenbloom.
- Bob Gunton com a Watson.
- James Patrick Freetly com a Todd.
- Joe Massingill com a Bo Gentry.
- Jay Galloway com a Rigo Sánchez.